# Jonny Banco – Geliebter Taugenichts
Jonny Banco – geliebter Taugenichts ist ein französisch-deutsch-italienischer Spielfilm von Yves Allégret mit Horst Buchholz in der Titelrolle. Dem Film liegt der Roman Le Flamenco des assassins von Frédéric Valmain zugrunde.

## Handlung
Jonny Banco ist ein Frauenbetörer erster Güte, passionierter Spieler und ein ausgesprochenes Schlitzohr. Schon seit langem wartet er auf die Gelegenheit, den großen Coup seines Lebens zu landen. Eines Tages erhält er diese ausgerechnet dank seines Lehrmeisters, des Großgangsters Orso Sebastiani, dessen Geldkoffer mit 100 Millionen Französischen Francs Jonny kurzerhand an sich nimmt und mit diesem fluchtartig Barcelona verlässt. Seine hübsche Braut, die brünette Nati, bleibt dabei auf der Strecke. Als Glücksritter zieht es Banco nach Monte Carlo, wo er sich als charmanter und etwas großspuriger Lebemann und Kavalier ausgibt und prompt all das unterschlagene Geld im dortigen Casino verprasst. Johnny lernt vor Ort auch Laureen Moore kennen, eine attraktive Frau, die angeblich Witwe und ebenso angeblich schwerreich sein soll. In Wirklichkeit ist auch sei eine skrupellose Glücksritterin, die nur auf der Jagd nach Millionären ist, die sie heiraten und gleich anschließend  umbringen kann.
Da Laureen aufgrund Jonnys Auftreten davon ausgeht, dass auch ihr neueste Ehemann steinreich sein muss, verführt sie den jungen Tunichtgut und wird dessen Ehefrau. Derweil ist Sebastiani, auf der Jagd nach Banco und dem gestohlenen Geldkoffer, in Monte Carlo eingetroffen, mit Jonnys in Barcelona zurückgelassener Braut Nati im Schlepptau. Sebastiani macht zunächst die störende falsche Millionärswitwe Moore unschädlich, um sich in aller Ruhe den untreuen Jonny Banco vorzuknöpfen. Doch das Geld ist, wie bekannt, bereits verspielt. Bald spitzen sich die Dinge zu, und Jonny gerät in polizeilichen Gewahrsam. Er wird eines Verbrechens angeklagt, doch nun zeigt sich der Wert wahrer Liebe, denn die einst zurückgelassene Nati erweist sich als treue und Jonny noch immer liebende Freundin und entlastet ihn vor der Polizei.

## Produktionsnotizen
Jonny Banco – Geliebter Taugenichts entstand zwischen dem 2. November 1966 und dem 5. Januar 1967. Die deutsche Erstaufführung war am 8. September 1967 in Deutschland, in Frankreich lief der Film mit einiger Verspätung erst im darauf folgenden Frühjahr an.
Die Filmbauten und Kostüme schuf Jean d’Eaubonne.

## Kritik
Das Lexikon des internationalen Films fand den Film „zwiespältig und langatmig“ inszeniert und verortete „vordergründige Turbulenz.“